# IV. Ptolemaiosz
IV. Ptolemaiosz Philopatór (görögül Πτολεμαίος Φιλοπάτωρ, Kr. e. 244. májusa/júniusa – Kr. e. 204. júliusa/augusztusa), az ókori Egyiptom negyedik királya a Ptolemaidák közül Kr. e. 222-től haláláig, III. Ptolemaiosz és felesége, II. Bereniké gyermeke volt. Kegyencei által irányított uralkodása alatt a hellenisztikus Egyiptom akkor még észre nem vehető hanyatlásnak indult.

## Élete
Uralkodása igen véresen indult: Kr. e. 221-ben megölette anyját és öccsét, Magaszt, illetve Lüszimakhosz nevű apai nagybátyját. Ha nem is a fiatal király tervelte ki a gyilkosságokat, mindenesetre a tudtával zajlottak le az események. IV. Ptolemaiosz helyett ugyanis kegyencek irányították Egyiptomot, elsősorban Szószibiosz és később Agathoklész. Szószibiosz az első leszámolások során a Makedóniától elszenvedett veresége óta Alexandriába menekült spártai reformer király, III. Kleomenész zsoldosok feletti befolyását is felhasználta, ám később veszedelmesnek ítélte a száműzöttet, és bebörtönöztette. Kleomenész azonban kiszabadult, és bosszúból lázadást robbantott ki Alexandriában, ám ez hamarosan elbukott, a spártai uralkodó pedig öngyilkos lett.
Kr. e. 222-ben III. (Nagy) Antiokhosz került a Szeleukida Birodalom trónjára, aki már Kr. e. 221-ben támadást indított Szíria ellen, de egy iráni lázadás két évre elszólította a nyugati hadszíntérről. Így csak Kr. e. 219-ben robbant a IV. szíriai háború. Antiokhosz sikeresen visszafoglalta a mintegy húsz évvel korábban elveszett földközi-tengeri Szeleukeia városát, majd Türosz és Ptolemaisz kikötőjét. A Kr. e. 218-as ellencsapás nem járt sikerrel, majd a következő évben IV. Ptolemaiosz személyesen utazott a hadszíntérre, és Kr. e. 217. június 13-án a raphiai csatában teljes vereséget mért ellenfelére. Antiokhosz ősszel békét kért, visszaszolgáltatva a megszerzett városokat, amit Ptolemaiosz elfogadott, és visszatért Egyiptomba.

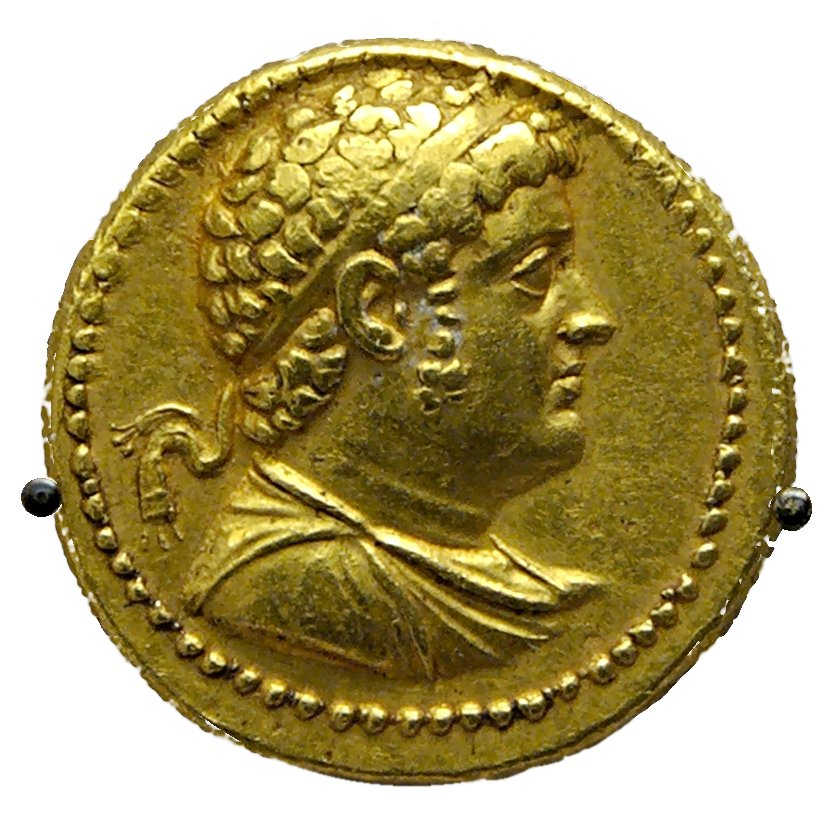
IV. Ptolemaiosz Philopatór

Útban hazafelé megállt Jeruzsálemben, ám mivel a Templom főpapja eltiltotta a belépéstől, megdühödött a zsidókra, és Egyiptomban minden addig élvezett privilégiumuktól megfosztotta őket, és kisebbfajta üldözésbe kezdett. A hadjáratnak más áldatlan következménye is lett. Ez alkalommal a sereg jelentős részét az egyiptomi őslakosság képezte, amely konfliktusba keveredett a görög–makedón katonasággal. A feszültség a következő években nőttön nőtt, végül IV. Ptolemaiosz uralkodásának végére nyílt lázadásba torkollt, és Felső-Egyiptom Kr. e. 205 táján elszakadt bizonyos Horwennefer vezetése alatt – a lázadás leverése egészen Kr. e. 184-ig húzódott.
Maga IV. Ptolemaiosz ismereteink szerint halálálig csak kicsapongásainak élt. Kr. e. 220-ban feleségül vett testvérét, III. Arszinoét is meggyilkoltatta, amikor megunta. Uralkodása vége felé Szószibiosz mellett Agathoklea nevű szeretőjének fivére, Agathoklész is nagy beleszólást kapott az államügyekbe. Egyiptom lassú hanyatlásnak indult, hadserege szétzüllött, pénzügyeinek helyzete pedig válságossá kezdett válni, amin a második pun háborúba bonyolódott Római Köztársaságba irányuló hatalmas gabonaszállítmányok sem segítettek.
A bomlás az „Apaszerető” (Philopatór) melléknévvel felruházott IV. Ptolemaiosz halála után gyorsult fel, ugyanis a züllött uralkodó mindössze egy ötéves fiút hagyott maga után. V. Ptolemaiosz így kegyencek játékszere lett, és a közelgő szeleukida csapást sem tudta kivédeni.